# Prades-Salars
Prades-Salars è un comune francese di 294 abitanti situato nel dipartimento dell'Aveyron nella regione dell'Occitania.

## Società

### Evoluzione demografica
Abitanti censiti